# Антоніна (гміна Якубув)
Антоніна (пол. Antonina) — село в Польщі, у гміні Якубув Мінського повіту Мазовецького воєводства.
Населення — 78 осіб (2011).
У 1975-1998 роках село належало до Седлецького воєводства.

## Демографія
Демографічна структура станом на 31 березня 2011 року:
|          | Загалом | Допрацездатний вік | Працездатний вік | Постпрацездатний вік |
| -------- | ------- | ------------------ | ---------------- | -------------------- |
| Чоловіки | 39      | 10                 | 23               | 6                    |
| Жінки    | 39      | 9                  | 21               | 9                    |
| Разом    | 78      | 19                 | 44               | 15                   |